# Santa Rosa (Dzidzantún)
Santa Rosa es una localidad del municipio de Dzidzantún, Estado de Yucatán, México.

## Toponimia
El nombre (Santa Rosa) hace referencia a santa Rosa de Lima.

## Hechos históricos
- En 1930 cambia su nombre de Santa Rosa a Santa Teresa Acereto.
- En 1940 cambia a Santa Rosa Acereto.
- En 1970 cambia a Santa Rosa.

## Demografía
Según el censo de 1970 realizado por el INEGI, la población de la localidad era de 22 habitantes.
| 4                           | ? | 11 | 9 | 2 | ? | 22 |
| (Fuente: INEGI [Consultar]) |   |    |   |   |   |    |